# Thelenella hassei
Thelenella hassei är en lavart som först beskrevs av Alexander Zahlbruckner, och fick sitt nu gällande namn av H. Mayrhofer. Thelenella hassei ingår i släktet Thelenella och familjen Thelenellaceae.   Inga underarter finns listade i Catalogue of Life.